# 213 (televizní stanice)
213 TV byl slovenský sportovně-kulturní televizní kanál vysílající prostřednictvím terestrické sítě, kabelové televize a satelitu. Název kanálu symbolizuje stupně vítězů. Vysílání bylo zahájeno 1. října 2016 v 19:00, ukončeno bylo 4. ledna 2018 v 06:00.
Programovou strukturu tvořily z 80 % sportovní záznamy a přímé přenosy z fotbalové Fortuna ligy, evropské hokejové univerzitní ligy, Tipsport ligy, basketbalové ligy mužů a žen, házenkářské ligy mužů, hokejbalu, dostihů, vodního póla a motorismu. Zbývající čas byl vyplněn sportovními dokumenty a kulturními pořady. Jednalo se o pořady vlastní tvorby, portréty umělců a záznamy z divadelních a jazzových představení.
Stanice byla dostupná v SD a HD kvalitě v kabelových sítích, prostřednictvím satelitu kvůli limitované kapacitě operátora pouze v SD. 
Na vysílání stanice se podíleli někteří bývalí spolupracovníci sportovního kanálu Digi Sport.

## Historie
Zkušební vysílání se na obrazovkách poprvé objevilo 24. září 2016. Pravidelné vysílání bylo zahájeno 1. října 2016.
Další den stanice odvysílala první zápas AS Trenčín-FC Tatran Prešov z nejvyšší fotbalové Fortuna ligy.
Provozovatel se dohodl s Tipsportem na přenosech nejvyšší hokejové Tipsport ligy na Slovensku a ve středu 16. listopadu 2016 odvysílal první zápas HC 05 iClinic Banská Bystrica-HC Košice.
Premiéra publicistického pořadu Stvorení pre šport s moderátorem Víťazoslavem Chrappou byla odvysílána 20. listopadu 2016. Magazín nabízel informace o jednotlivých sportech, popisoval funkčnosti lidského těla zdravou výživu. Přinášel jiný pohled na sport a aktivní způsob trávení volného času.

## TV pořady

### Sport
- Fortuna liga
- TipSport liga
- Evropská univerzitní hokejová liga (EUHL)
- Basketbalová liga mužů a žen
- Házenskářská liga mužů

### Kultura
- Slávnostný krst knihy o Petrovi Dubovskom
- Koop Oscar Orchestra
- Kristína Prablesková a Milusion LIVE

### Magazíny
- Stvorení pre šport
- Nočná show Ukaž sa!
- Alpe Adria Slovakiaring 2016
- Autoshow – Slovakiaring
- FIA Hillclimb Master
- Veľká cena SR 2016

## Dostupnost

### Terestrické vysílání
Sportovní kanál 213 TV byl dostupný v terestrické síti operátora AVIS z níže uvedených vysílačů:
| Kanál | Frekvence (MHz) | Umístění          | Název vysílače    | Výkon    |
| ----- | --------------- | ----------------- | ----------------- | -------- |
| 29    | 538             | Galanta           | Matúškovská cesta | 2 kW     |
| 36    | 594             | Nitra             | Klokočina         | 1 kW     |
| 40    | 626             | Trenčín           | TVP Drietoma      | 1 kW     |
| 41    | 634             | Košice            | Bankov            | 1 kW     |
| 23    | 490             | Dolný Kubín       | Ostrá skala       | 1 kW     |
| 28    | 530             | Tatranská Lomnica | Poprad            | 3,162 kW |
| 48    | 690             | Michalovce        | Nad Laborcom      | 1 kW     |

### Satelitní vysílání
Seznam satelitních platforem, na kterých byl nabízen program 213 TV. 
| Družice        | Frekvence (GHz), SR, FEC | Platforma      | Kódování | Vysílací čas |
| -------------- | ------------------------ | -------------- | -------- | ------------ |
| Thor 5 (0.8°W) | 12.380/V, 28000, 5/6     | Slovak Telecom | není     | 07:00-00:30  |

### Kabelová televize
Seznam kabelových sítí, ve kterých byl nabízen program 213 TV.

#### Slovensko
- BDTS Bánovce nad Bebravou
- UPC Broadband Slovakia
- Digi Slovakia
- SATRO

### IPTV
Seznam IPTV operátorů, ve kterých byl nabízen program 213 TV.
- ANTIK Telekom
- DSI DATA
- E-NET Senica
- ITSELF
- MARTINCO
- Orange
- REGIO TV
- STASTEL Považská Bystrica
- SWAN